# 神仙也移民
《神仙也移民》是香港歌手陳百強的第十三張粵語大碟，收錄了黎小田首次為陳百強作曲、並隨後獲得港台及無線雙料年度十大金曲的名曲《煙雨悽迷》，俏皮可愛的《神仙也移民》則是陳百強在DMI時期最受歡迎的快歌之一，陳百強亦曾透露《漫長盼望》是他的情感寫照，以及訴說著在他方遠行時對伴侶的思念的《痴心晚安》。此外，專輯中的多首快歌亦受到廣泛好評。此唱片採用雙封套設計，於1988年2月2日推出。

## 製作背景
黎小田在2007年的商台「有誰共鳴」節目中透露了《煙雨悽迷》的起源：「那時候我在華星唱片，所以很少給其他唱片公司寫歌，因為有利益衝突。陳百強那時候住在我隔壁，有時候會和我喝上幾杯，他是一個很sentimental（感性）、很敏感的人，他叫我寫首歌給他，我問：『寫怎樣的？』他說：『當然是sad song啦。』『怎樣sad法？』『像下雨逛街，我喜歡下雨時一個人逛街，可能還拿着一杯紅酒，滴幾滴雨，混在紅酒裏，好喝。』『行，你給我一個星期，我一定給你作一個好聽的melody出來。』曲子作好後，我問：『找誰來寫詞啊？』他說：『潘老師潘偉源吧。』『潘偉源失戀喎。』『找失戀的人寫失戀的歌會好一些。』終於寫了這首《煙雨悽迷》。他唱得很好，他那時候已經有R&B的唱法在裏面了。」
黎小田後來也在2017年的商台「有誰共鳴」節目中透露了更多《煙雨悽迷》的故事：「陳百強那時候住在我隔壁，我們經常去Disco Disco泡，有一次回家碰見他，他說：『你寫了這麽多歌，都沒有寫給我。』我說：『我在華星嘛，你在EMI，因為我作曲呢，通常是別人邀請我，我才會作的，你們公司又沒叫我。』『不要緊，我叫你啦，幫我寫一首，sad一點的。』因為他的人根本就是很sad的。我也做了編曲，他喜歡那個旋律，我將它的key提高了一點，他平時自己作的曲子的key比較低，很溫柔，很舒服的，這首歌我就將它從低到高的音域寫得寬一些，到中間再重複那裏又再一次提高。他說他唱得相當辛苦，哈哈。我說最重要的是錄音，你先錄出來，你聽下，有什麽不滿意的，我可以改。他有一句真的唱得很好，『昏暗街頭。。。』有一點R&B的感覺，我想很多人都學不來和唱不來。他收貨，他認為不錯。」
《煙雨凄迷》原先有兩個歌名可供選擇，一是「昏暗街頭」，另一個則是「煙雨凄迷」，陳百強是因為瓊瑤小説「煙雨蒙蒙」而選用了「煙雨凄迷」。
黎小田在2018年的《小田製樂．黎小田特強流行經典五十》（環球唱片）專輯中透露《煙雨凄迷》中的saxophone是由黎學斌吹奏。
《神仙也移民》歌詞的創作靈感據聞是源自兩個背景，其一是源自1980年代中後期香港人經歷的史上第三次大規模移民潮，平均每年約有兩萬港人移居海外。其二是源自一部1987年上映的荷里活動畫電影《老鼠也移民》(An American Tail)。
陳百強曾在1988年的某電台節目中透露了一些《漫長盼望》的故事：「《漫長盼望》是這張碟里面我最喜歡的一首歌，歌詞是向雪懷寫的，繼《我的故事》之後，他再更深一層的寫出我的心態，我甚至感覺有點驚恐，是不是有個人在背後跟著我，看著我在夜晚或白天在干些什麼，在想些什麼。他（向雪懷）跟我很少見面的，為何會那麼清楚的呢？所以我唱得很投入。」
陳百強在「陳百強88存真演唱會」中如此描述《漫長盼望》：「在我的新碟里面，有一首歌我特別喜歡。很多時候，自己一個人在深夜的時候在家裡都會聽，心裡面有很多感觸，這首歌的歌詞可以說完全剖白了我如今的心聲和狀態。。。我意思是說在私底下的時候。」
陳百強亦曾在「陳百強89勁量十周年紀念演唱會」中如此描述《漫長盼望》：「在我這麽多首作品裏面，《漫長盼望》是我覺得最“夭心夭肺”的一首，因為歌詞跟意境完全表達了我的心。」
陳百強在1988年的商台梁安琪節目中透露了一些《神仙也移民》唱片封套的設計概念起源；「這個概念我是從兩個不同的設計元素結合而來的。用雪白的、什麼都沒有的底來襯托出衣服和這張椅子。這種以雪白底襯托出線條的概念是來自一位日本設計師山本耀司（Yohji Yamamoto）的書，他的書里面還要瘋狂一些，這樣使得每一樣color和每一件最細微的細節都可以show到出來。然後我又在美國看到一本Lionel Richie的特刊，他也是用這張椅子，但他是用紅色底的，我覺得挺新奇。這張椅子很有趣，也很美，我就在想不如將這些簡單而又不過分的設計表現出來。」
唱片封套中的椅子是一把著名的意大利古董高背椅子，陳百強十分欣賞它的線條，很早就把它買了回家。這椅子由蘇格蘭建筑師Charles Rennie Mackintosh於1902年設計，後來由意大利Cassina公司于1973年開始生產，型號為「292 Hill House 1」，該名稱來源於蘇格蘭海倫斯堡（Helensburgh）的The Hill House住家建筑（此建筑也是由Mackintosh设计）。此椅子由黑染色白蠟木制成，並帶有天鵝絨座墊。

## 迴響
陳百強在《煙雨悽迷》中情緒的表達充沛而不氾濫，哀傷的氣氛隨煙雨蔓延卻又在尾聲中戛然而止。
黎美嫻曾於1988年的某傳媒訪問中透露了她對《煙雨凄迷》的喜愛：「我發覺近期最能安慰自己者，就是陳百強的歌，一首《煙雨凄迷》，好動聽，丹尼也唱出了它的苦澀味 。」
黎小田在2008年港台「發酵的男人」節目中被問及誰是最喜歡的歌手時曾如此回答：「是陳百強。第一，我覺得他blue blood（貴氣），第二，他又會作曲。《煙雨凄述》是我第一次和他合作，坦率講，我作的這首曲並不算好，六十分及格而已，但陳百強真的唱得很好。"煙雨凄迷，伴我獨行，昏暗街頭……"這一段唱腔，陳百強自己作了特殊處理，美妙得出人意料。這首歌給他一唱，便達到很好的效果。」
潘偉源在2022年新城「傾心相聚」節目中如此評價《煙雨悽迷》：「以前Danny的情歌是打電話對方不聽那一類的，到了《煙雨悽迷》，就已經是「無言裏將肌膚貼緊，空虛的壓迫，誰人可抵抗這點真」，所以我覺得成熟的愛情（歌詞）我也能給到他，他也在我的手下長大成熟了。」
杜德偉在2023年無線電視「樂壇伯樂黎小田」懷念節目中表達了對《煙雨悽迷》的欣賞：「我記得這首歌剛剛推出的時候，我非常的喜歡，我也跟Michael（黎小田）說過「Michael你可不可以替我寫一首像這樣的歌？」Micheal答應了，但直到現在這仍然是一個沒有完成的諾言。」
音樂人趙文海曾在2018年Soooradio「偏偏喜歡陳百強」節目中透露他對《神仙也移民》的欣賞：「當時我聽到《神仙也移民》的時候，我沒想到Danny會唱這一類型的歌，出來的效果相當有趣，平時官仔骨骨的他，忽然間出來一首感覺著裝很華麗七彩的歌，令人耳目一新，沒想到他處理這樣的歌也很突出。」

## 衍伸
1988年，DMI推出《陳百強 Remix》黑白圖案限量版唱片，收錄了兩首由楊振龍Alex 'A'及Patrick 'Delay'混音的Remix版歌曲：
- 神仙也移民 (Remix)
- 超越分界線 (Remix)[17]

1988年，小四社會科教育電視《香港面面觀》組曲中，張立基的《繁榮大都會》由《神仙也移民》改編而成。
1988年，陳百強曾以「漫長盼望」為標題寫了一篇文章，文中如此描述了他所盼望的愛情：
「我盼望的是一份既美麗又神秘的愛情，它必定是自自然然流進我的生命里。」
1988年的無線「白金巨星耀保良」音樂會中，陳百強為鍾鎮濤唱的《煙雨悽迷》親自彈鋼琴協奏。
1989年港台「聽歌學英文」節目中，《神仙也移民》被改編成英文歌曲《You're On Your Way》，倡導乘搭公共交通工具的禮讓及守規。
1989年，香港貿易發展局主辦「香港時裝節」，在無線電視的特別採訪節目中，主持人之一陳百強同時拍攝了一個《神仙也移民 (Remix)》catwalk概念音樂錄影帶。
1990年，黎小田推出《黎小田純音樂集》專輯，當中制作並收錄了《煙雨凄迷》及《煙雨凄迷變奏版》兩首純音樂。

## 曲目
| 曲序     | 曲目       |          | 作曲                                                                          | 编曲     | 备注 | 时长  |
| -------- | ---------- | -------- | ----------------------------------------------------------------------------- | -------- | --- | ----- |
| 1.       | 神仙也移民 | 盧永強   | Sara Dallin Siobhan Fahey Keren Woodward Mike Stock Matt Aitken Pete Waterman | 杜自持   | 第一主打 改編自Bananarama的《Love in the First Degree》 後三名作曲者簡稱SAW，是英國一個著名的創作組合。 | 3:52  |
| 2.       | 漫長盼望   | 向雪懷   | 陳百強                                                                        | 杜自持   | 第四主打 陳百強透露此曲是他的心境寫照                                                                   | 4:15  |
| 3.       | 好想見面   | 盧永強   | 郭小霖                                                                        | 唐奕聰   | | 3:35  |
| 4.       | 怎算滿意   | 林敏驄   | 林敏驄                                                                        | 杜自持   | | 4:50  |
| 5.       | 任性       | 余夫生   | 唐奕聰                                                                        | 唐奕聰   | 余夫生（藝名）Derek Yu當時乃是EMI的宣傳大員。                                                           | 3:23  |
| 6.       | 煙雨凄迷   | 潘偉源   | 黎小田                                                                        | 黎小田   | 第二主打 Saxophone：黎學斌                                                                              | 4:24  |
| 7.       | 超越分界線 | 陳嘉國   | 杜自持                                                                        | 杜自持   | 第三主打                                                                                                | 4:15  |
| 8.       | 孤清清     | 向雪懷   | 王正宇                                                                        | 杜自持   | 王正宇的正職乃是一名律師。                                                                              | 3:10  |
| 9.       | 獻上這歌   | 向雪懷   | Barry Manilow                                                                 | 杜自持   | 改編自Barry Manilow的《This One's for You》                                                             | 4:00  |
| 10.      | 痴心晚安   | 潘源良   | 徐日勤                                                                        | 徐日勤   | | 3:54  |
| 总时长： | 总时长：   | 总时长： | 总时长：                                                                      | 总时长： | 总时长：                                                                                                | 39:38 |

## 製作人員
- 監制：陳百強、王醒陶
- 錄音、混音：王醒陶、樓恩奇、Martin Yu
- 錄音室：EMI Studio等
- 封套概念：陳百強
- 高背椅型號：意大利Cassina公司292 Hill House 1
- 攝影：關鎮明
- 美術顧問：鄭健栢
- 策劃：葉鏡球

## 派台成績
| 歌曲       | 港台 中文歌曲龍虎榜 | 無線 勁歌金榜 | 商台 叱吒樂壇流行榜 |
| ---------- | ------------------- | ------------- | ------------------- |
| 神仙也移民 | -                   | 1(2周)▲       | 19                  |
| 煙雨凄迷   | 1●                  | 1             | 11                  |
| 超越分界線 | -                   | -             | 28                  |

▲ 1988年第7與第8周 (02.20 ＆ 02.27)
● 1988年第10周

## 獎項
- 1988年度十大中文金曲頒獎典禮

- 「十大中文金曲」：《煙雨淒迷》

- 1988年度十大勁歌金曲

- 「十大勁歌金曲第一季季選」：《煙雨淒迷》
- 「十大勁歌金曲總選」：《煙雨淒迷》

- 1988年度香港金唱片頒獎典禮

- 「白金唱片」：《神仙也移民》